# Sci di fondo ai XVII Giochi olimpici invernali
Nello sci di fondo ai XVII Giochi olimpici invernali furono disputate dieci gare, cinque maschili e cinque femminili.
Rispetto all'edizione precedente furono introdotte alcune variazioni nel programma: la 30 km maschile e la 15 km femminile si disputarono in tecnica libera anziché in tecnica classica, mentre la 50 km maschile e la 30 km femminile si disputarono in tecnica classica anziché in tecnica libera.

## Risultati

### Uomini

#### 10 km
La gara sulla distanza di 10 km si disputò in tecnica classica il 17 febbraio sul percorso che si snodava nello stadio Birkebeineren con un dislivello massimo di 107,5 m; presero parte alla competizione 88 atleti.
| Posizione | Atleta            | Nazione    | Tempo   |
| --------- | ----------------- | ---------- | ------- |
| 1         | Bjørn Dæhlie      | Norvegia   | 24:20,1 |
| 2         | Vladimir Smirnov  | Kazakistan | 24:38,3 |
| 3         | Marco Albarello   | Italia     | 24:42,3 |
| 4         | Michail Botvinov  | Russia     | 24:58,9 |
| 5         | Sture Sivertsen   | Norvegia   | 24:59,7 |
| 6         | Mika Myllylä      | Finlandia  | 25:05,3 |
| 7         | Vegard Ulvang     | Norvegia   | 25:08,0 |
| 8         | Silvio Fauner     | Italia     | 25:08,1 |
| 9         | Harri Kirvesniemi | Finlandia  | 25:13,2 |
| 10        | Alois Stadlober   | Austria    | 25:25,4 |

#### 30 km
La gara sulla distanza di 30 km si disputò in tecnica libera il 14 febbraio sul percorso che si snodava nello stadio Birkebeineren con un dislivello massimo di 166 m; presero parte alla competizione 74 atleti.
| Posizione | Atleta           | Nazione    | Tempo     |
| --------- | ---------------- | ---------- | --------- |
| 1         | Thomas Alsgaard  | Norvegia   | 1:12:26,4 |
| 2         | Bjørn Dæhlie     | Norvegia   | 1:13:13,6 |
| 3         | Mika Myllylä     | Finlandia  | 1:14:14,5 |
| 4         | Michail Botvinov | Russia     | 1:14:43,3 |
| 5         | Maurilio De Zolt | Italia     | 1:14:55,5 |
| 6         | Jari Isometsä    | Finlandia  | 1:15:12,5 |
| 7         | Silvio Fauner    | Italia     | 1:15:27,7 |
| 8         | Egil Kristiansen | Norvegia   | 1:15:37,7 |
| 9         | Johann Mühlegg   | Germania   | 1:15:42,8 |
| 10        | Vladimir Smirnov | Kazakistan | 1:16:01,8 |

#### 50 km
La gara sulla distanza di 50 km si disputò in tecnica classica il 27 febbraio sul percorso che si snodava nello stadio Birkebeineren con un dislivello massimo di 166 m; presero parte alla competizione 66 atleti.
| Posizione | Atleta           | Nazione    | Tempo     |
| --------- | ---------------- | ---------- | --------- |
| 1         | Vladimir Smirnov | Kazakistan | 2:07:20,3 |
| 2         | Mika Myllylä     | Finlandia  | 2:08:41,9 |
| 3         | Sture Sivertsen  | Norvegia   | 2:08:49,0 |
| 4         | Bjørn Dæhlie     | Norvegia   | 2:09:11,4 |
| 5         | Erling Jevne     | Norvegia   | 2:09:12,2 |
| 6         | Christer Majbäck | Svezia     | 2:10:03,8 |
| 7         | Maurilio De Zolt | Italia     | 2:10:12,1 |
| 8         | Giorgio Vanzetta | Italia     | 2:10:16,4 |
| 9         | Michail Botvinov | Russia     | 2:10:18,9 |
| 10        | Vegard Ulvang    | Norvegia   | 2:10:40,0 |

#### Inseguimento 15 km
La gara di inseguimento sulla distanza di 15 km si disputò in tecnica libera il 19 febbraio sul percorso che si snodava nello stadio Birkebeineren con un dislivello massimo di 68 m; presero parte alla competizione 76 atleti. Il formato di gara prevedeva la partenza degli atleti scaglionata secondo l'ordine di piazzamento nella 10 km a tecnica classica, disputata due giorni prima; la classifica finale era determinata dall'ordine con il quale attraversavano il traguardo.
| Posizione | Atleta           | Nazione    | Tempo     |
| --------- | ---------------- | ---------- | --------- |
| 1         | Bjørn Dæhlie     | Norvegia   | 1:00:08,8 |
| 2         | Vladimir Smirnov | Kazakistan | 1:00:38,8 |
| 3         | Silvio Fauner    | Italia     | 1:01:48,8 |
| 4         | Mika Myllylä     | Finlandia  | 1:01:55,9 |
| 5         | Michail Botvinov | Russia     | 1:01:57,8 |
| 6         | Jari Räsänen     | Finlandia  | 1:02:03,7 |
| 7         | Sture Sivertsen  | Norvegia   | 1:02:09,7 |
| 8         | Johann Mühlegg   | Germania   | 1:02:31,2 |
| 9         | Giorgio Vanzetta | Italia     | 1:02:31,6 |
| 10        | Marco Albarello  | Italia     | 1:02:34,1 |

#### Staffetta 4x10 km
La gara di staffetta si disputò il 22 febbraio sul percorso che si snodava nello stadio Birkebeineren con un dislivello massimo di 68 m; presero parte alla competizione 14 squadre nazionali.
| Posizione | Nazione    | Atleti                                                               | Tempo     |
| --------- | ---------- | -------------------------------------------------------------------- | --------- |
| 1         | Italia     | Maurilio De Zolt Marco Albarello Giorgio Vanzetta Silvio Fauner      | 1:41:15,0 |
| 2         | Norvegia   | Sture Sivertsen Vegard Ulvang Thomas Alsgaard Bjørn Dæhlie           | 1:41:15,4 |
| 3         | Finlandia  | Mika Myllylä Harri Kirvesniemi Jari Räsänen Jari Isometsä            | 1:42:15,6 |
| 4         | Germania   | Torald Rein Jochen Behle Peter Schlickenrieder Johann Mühlegg        | 1:44:26,7 |
| 5         | Russia     | Andrej Kirillov Aleksej Prokurorov Gennadij Lazutin Michail Botvinov | 1:44:29,2 |
| 6         | Svezia     | Jan Ottosson Christer Majbäck Anders Bergström Henrik Forsberg       | 1:45:22,7 |
| 7         | Svizzera   | Jeremias Wigger Hans Diethelm Jürg Capol Giachem Guidon              | 1:47:12,2 |
| 8         | Rep. Ceca  | Luboš Buchta Václav Korunka Jiří Teplý Pavel Benc                    | 1:47:12,6 |
| 9         | Kazakistan | Nikolaj Ivanov Pavel Korolëv Andrej Nevzorov Pavel Rjabinin          | 1:47:41,3 |
| 10        | Francia    | Philippe Sanchez Patrick Remy Hervé Balland Stéphane Azambre         | 1:48:25,1 |

### Donne

#### 5 km
La gara sulla distanza di 5 km si disputò in tecnica classica il 15 febbraio sul percorso che si snodava nello stadio Birkebeineren con un dislivello massimo di 66 m; presero parte alla competizione 62 atlete.
| Posizione | Atleta                  | Nazione   | Tempo   |
| --------- | ----------------------- | --------- | ------- |
| 1         | Ljubov' Egorova         | Russia    | 14:08,8 |
| 2         | Manuela Di Centa        | Italia    | 14:14,7 |
| 3         | Marja-Liisa Kirvesniemi | Finlandia | 14:36,0 |
| 4         | Anita Moen              | Norvegia  | 14:39,4 |
| 5         | Inger Helene Nybråten   | Norvegia  | 14:43,6 |
| 6         | Larisa Lazutina         | Russia    | 14:44,2 |
| 7         | Trude Dybendahl         | Norvegia  | 14:48,1 |
| 8         | Kateřina Neumannová     | Rep. Ceca | 14:49,6 |
| 9         | Pirkko Määttä           | Finlandia | 14:51,5 |
| 10        | Antonina Ordina         | Svezia    | 14:59,2 |

#### 15 km
La gara sulla distanza di 15 km si disputò in tecnica libera il 13 febbraio sul percorso che si snodava nello stadio Birkebeineren con un dislivello massimo di 166 m; presero parte alla competizione 54 atlete.
| Posizione | Atleta               | Nazione    | Tempo   |
| --------- | -------------------- | ---------- | ------- |
| 1         | Manuela Di Centa     | Italia     | 39:44,5 |
| 2         | Ljubov' Egorova      | Russia     | 41:03,0 |
| 3         | Nina Gavryljuk       | Russia     | 41:10,4 |
| 4         | Stefania Belmondo    | Italia     | 41:33,6 |
| 5         | Larisa Lazutina      | Russia     | 41:57,6 |
| 6         | Elena Välbe          | Russia     | 42:26,6 |
| 7         | Antonina Ordina      | Svezia     | 42:29,1 |
| 8         | Alžbeta Havrančíková | Slovacchia | 42:34,4 |
| 9         | Sophie Villeneuve    | Francia    | 42:41,3 |
| 10        | Anita Moen           | Norvegia   | 42:42,9 |

#### 30 km
La gara sulla distanza di 30 km si disputò in tecnica classica il 27 febbraio sul percorso che si snodava nello stadio Birkebeineren con un dislivello massimo di 166 m; presero parte alla competizione 53 atlete.
| Posizione | Atleta                  | Nazione   | Tempo     |
| --------- | ----------------------- | --------- | --------- |
| 1         | Manuela Di Centa        | Italia    | 1:25:41,6 |
| 2         | Marit Mikkelsplass      | Norvegia  | 1:25:57,8 |
| 3         | Marja-Liisa Kirvesniemi | Finlandia | 1:26:13,6 |
| 4         | Trude Dybendahl         | Norvegia  | 1:26:52,6 |
| 5         | Ljubov' Egorova         | Russia    | 1:26:54,6 |
| 6         | Elena Välbe             | Russia    | 1:26:54,8 |
| 7         | Inger Helene Nybråten   | Norvegia  | 1:27:11,2 |
| 8         | Marjut Rolig            | Finlandia | 1:27:51,4 |
| 9         | Svetlana Nagejkina      | Russia    | 1:27:57,2 |
| 10        | Anita Moen              | Norvegia  | 1:28:18,1 |

#### Inseguimento 10 km
La gara di inseguimento sulla distanza di 10 km si disputò in tecnica libera il 17 febbraio sul percorso che si snodava nello stadio Birkebeineren con un dislivello massimo di 68 m; presero parte alla competizione 55 atlete. Il formato di gara prevedeva la partenza delle atlete scaglionata secondo l'ordine di piazzamento nella 5 km a tecnica classica, disputata due giorni prima; la classifica finale era determinata dall'ordine con il quale attraversavano il traguardo.
| Posizione | Atleta              | Nazione   | Tempo   |
| --------- | ------------------- | --------- | ------- |
| 1         | Ljubov' Egorova     | Russia    | 41:38,1 |
| 2         | Manuela Di Centa    | Italia    | 41:46,4 |
| 3         | Stefania Belmondo   | Italia    | 42:21,1 |
| 4         | Larisa Lazutina     | Russia    | 42:36,6 |
| 5         | Nina Gavryljuk      | Russia    | 42:36,9 |
| 6         | Kateřina Neumannová | Rep. Ceca | 42:49,8 |
| 7         | Trude Dybendahl     | Norvegia  | 42:50,2 |
| 8         | Anita Moen          | Norvegia  | 43:21,2 |
| 9         | Antonina Ordina     | Svezia    | 43:31,7 |
| 10        | Sophie Villeneuve   | Francia   | 43:37,7 |

#### Staffetta 4x5 km
La gara di staffetta si disputò il 21 febbraio sul percorso che si snodava nello stadio Birkebeineren con un dislivello massimo di 66 m; presero parte alla competizione 14 squadre nazionali.
| Posizione | Nazione     | Atleti                                                                            | Tempo     |
| --------- | ----------- | --------------------------------------------------------------------------------- | --------- |
| 1         | Russia      | Elena Välbe Larisa Lazutina Nina Gavryljuk Ljubov' Egorova                        | 57:12,5   |
| 2         | Norvegia    | Trude Dybendahl Inger Helene Nybråten Elin Nilsen Anita Moen                      | 57:42,6   |
| 3         | Italia      | Bice Vanzetta Manuela Di Centa Gabriella Paruzzi Stefania Belmondo                | 58:42,6   |
| 4         | Finlandia   | Pirkko Määttä Marja-Liisa Kirvesniemi Merja Lahtinen Marjut Rolig                 | 59:15,9   |
| 5         | Svizzera    | Sylvia Honegger Silke Schwager Barbara Mettler Brigitte Albrecht                  | 1:00:05,1 |
| 6         | Svezia      | Anna Frithioff Marie-Helene Östlund Anna-Lena Fritzon Antonina Ordina             | 1:00:05,8 |
| 7         | Slovacchia  | Ľubomíra Balážová Jaroslava Bukvajová Tatiana Kutlíková Alžbeta Havrančíková      | 1:01:00,2 |
| 8         | Polonia     | Mićhalina Maciuszek Małgorzata Ruchała Dorota Kwaśny Bernadetta Bocek             | 1:01:13,2 |
| 9         | Rep. Ceca   | Martina Vondrová Iveta Zelingerová-Fortová Kateřina Neumannová Lucie Chroustovská | 1:02:02,1 |
| 10        | Stati Uniti | Laura Wilson Nina Kemppel Laura McCabe Leslie Thompson                            | 1:02:28,4 |

## Medagliere per nazioni
| Posizione | Nazione    | Oro | Argento | Bronzo | Totale |
| --------- | ---------- | --- | ------- | ------ | ------ |
| 1         | Norvegia   | 3   | 4       | 1      | 8      |
| 2         | Italia     | 3   | 2       | 4      | 9      |
| 3         | Russia     | 3   | 1       | 1      | 5      |
| 4         | Kazakistan | 1   | 2       | 0      | 3      |
| 5         | Finlandia  | 0   | 1       | 4      | 5      |